# Wurmbea capensis
Wurmbea capensis là một loài thực vật có hoa trong họ Colchicaceae. Loài này được Thunb. miêu tả khoa học đầu tiên năm 1781.